# ريتشارد موراي (تريثلت)
ريتشارد موراي (بالإنجليزية: Richard Murray) هو تريثلت جنوب أفريقي، ولد في 4 يناير 1989 في كيب تاون في جنوب أفريقيا.

## وصلات خارجية
- ريتشارد موراي على موقع اتحاد الترياتلون الدولي (الإنجليزية)
- ريتشارد موراي على موقع IAT Triathlon Database (الإنجليزية)
- ريتشارد موراي على موقع أوليمبيديا (الإنجليزية)
- ريتشارد موراي على موقع اتحاد ألعاب الكومنولث (مؤرشف) (الإنجليزية)
- ريتشارد موراي على موقع دورة ألعاب الكومنولث 2014 (مؤرشف) (الإنجليزية)